# Armijska grupa Kummer
Armijska grupa Kummer (njem. Armeegruppe Kummer) je bila vojna formacija austrougarske vojske u Prvom svjetskom ratu. Tijekom Prvog svjetskog rata djelovala je na Istočnom bojištu.

## Povijest
Armijska grupa Kummer formirana je u kolovozu 1914. godine. Njezinim zapovjednikom imenovan je general konjice Heinrich Kummer. Armijska grupa raspoređena je na Istočno bojište gdje je držala dio bojišta na krajnjem lijevom (zapadnom) dijelu austrougarskog rasporeda.
U sastav armijske grupe ušli su 7. konjička divizija, 95. landšturmska pješačka divizija i 106. landšturmska pješačka divizija.
Armijska grupa Kummer je u sklopu austrougarskog ratnog plana imala zadatak da prodre u Poljsku i izazove ustanak Poljaka protiv Rusa. Na početku rata 16. kolovoza 1914. armijska grupa dostiže liniju Nowe Brzesko-Miechow, te uspostavlja kontakt s Landverskim korpusom pod zapovjedništvom Remusa von Woyrscha. Nakon toga tijekom Bitci kod Krasnika (23. – 25. kolovoza 1914.) armijska grupa podržava napredovanje jedinica 1. armije pod zapovjedništvom Viktora Dankla. Potom armijska grupa sudjeluje u suzbijanju ruskog protunapada iz smjera Lublina. 
Nakon austrougarskog poraza u Galicijskoj bitci i gubitka Lemberga, Armijska grupa Kummer je 16. rujna 1914. godine rasformirana.

## Zapovjednici
Heinrich Kummer (kolovoz 1914. – 16. rujna 1914)

## Bitke
Bitka kod Krasnika (23. kolovoza – 25. kolovoza 1914.)

Galicijska bitka (23. kolovoza – 11. rujna 1914.)

## Sastav
- kolovoz 1914.: 7. konjička divizija, 95. landšturmska pješačka divizija, 106. landšturmska pješačka divizija

## Vojni raspored Armijske grupe Kummer u kolovozu 1914.
Zapovjednik: general konjice Heinrich Kummer

- Divizije:
  - 7. konjička divizija (podmrš. Korda)
  - 95. landšturmska pješačka divizija (genboj. Richard-Rostoczil)
  - 106. landšturmska pješačka divizija (genboj. Czapp)

## Vanjske poveznice
(eng.) Armijska grupa Kummer na stranici Austrianphilately.com  Arhivirana inačica izvorne stranice od 7. listopada 2014. (Wayback Machine)

(eng.) Armijska grupa Kummer na stranici Austro-Hungarian-Army.co.uk

(češ.) Armijska grupa Kummer na stranici Valka.cz